# Сопачівська сільська рада
Сопа́чівська сільська́ ра́да — колишній орган місцевого самоврядування в Володимирецькому районі Рівненської області. Адміністративний центр — село Сопачів.

## Загальні відомості
- Сопачівська сільська рада утворена в 1940 році.
- Територія ради: 77,154 км²
- Населення ради: 1 544 особи (станом на 2001 рік)
- Територією ради протікає річка Стир.

## Населені пункти
Сільській раді підпорядковані населені пункти:
- с. Сопачів
- с. Діброва
- с. Щоків

## Склад ради
Рада складається з 16 депутатів та голови.
- Голова ради: Гузуватий Анатолій Васильович
- Секретар ради: Сніжко Галина Андріївна

### Керівний склад попередніх скликань
| ПІБ                           | Основні відомості                                                                       | Дата обрання | Дата звільнення |
| ----------------------------- | --------------------------------------------------------------------------------------- | ------------ | --------------- |
| Бойко Яків Антонович          | Сільський голова, 1949 року народження, безпартійний                                    | 26.03.2006   | 31.10.2010      |
| Гузуватий Анатолій Васильович | Сільський голова, 1972 року народження, освіта середня спеціальна, член Партії регіонів | 31.10.2010   |                 |

Примітка: таблиця складена за даними сайту Верховної Ради України